# Meiolaniidae
Meiolaniidae là một họ rùa cổ lớn đã tuyệt chủng. Chúng có thể là loài ăn cỏ, đầu và đuôi bọc giáp dày, được biết đến từ Nam Mỹ và hầu hết Châu Đại Dương.
Mặc dù từng được cho là Cryptodira, chúng không liên quan chặt chẽ với bất kỳ loài rùa nào còn sinh tồn ngày nay, và không thuộc nhóm chỏm cây bộ Rùa sau khi tách ra từ khoảng Trung Jura. Chúng được biết đến nhiều nhất từ chi cuối cùng, Meiolania, sống trong các khu rừng mưa của Úc từ Miocen cho đến Pleistocen, và các loài rùa đảo sống trên đảo Lord Howe và New Caledonia trong kỷ Pleistocen và có thể là Holocen muộn. Một dạng tương tự cũng được biết đến từ hệ động vật Miocen Saint Bathans của New Zealand.
Trước đây người ta tin rằng chúng đã tuyệt chủng từ ít nhất 50.000 năm trước, nhưng những nghiên cứu mới chỉ ra rằng có ít nhất một loài đã tồn tại trên các hòn đảo biệt lập ở Thái Bình Dương đến 3000 năm trước. Loài Meiolania damelipi đã sống sót qua Sự kiện tuyệt chủng kỷ Đệ Tứ nhưng cuối cùng cũng bị xoá sổ trong vòng 300 năm kể từ khi người Lapita đến định cư ở Vanuatu.
Chúng từng được cho là có nguồn gốc từ Úc vào khoảng Miocen, khi Meiolania sớm nhất xuất hiện lần đầu tiên. Tuy nhiên, do sự phát hiện ra Meiolaniidae ở Nam Mỹ, bao gồm Niolamia ở Argentina Eocen, người ta tin rằng chúng đã xuất hiện vào khoảng thời gian trước khi Nam Mỹ, Úc và Nam Cực tách ra trong thời kỳ Eocene.
Gần đây, các loài Úc Eocen cũng đã được phát hiện.